# Hora (Waffe)
Der Hora (oder ind. Iddikattai oder Vaira Mushti) ist ein indischer Schlagring, der von den Jati – einer Telugu sprechenden Kaste von Schauspielern und Gymnasten – benutzt wurde.

## Geschichte
Der Hora wurde von den indischen Jatis zur Verteidigung und zum Angriff entwickelt. Er wird heute noch in den indischen Kampfsportarten Silambam, Vajramushti und Kalarippayat benutzt.

## Beschreibung
Der Hora besteht aus Horn. Er hat etwa die Länge einer Hand und ist von rechteckiger Grundform. In der Mitte ist eine Öffnung ausgeschnitten, um die Finger durchzustecken. An der Vorderseite sind meist fünf Zacken ausgearbeitet, die dazu dienen, einen Gegner beim Schlag zu verletzen. Auf der Oberseite ist jeweils auch ein Dorn ausgearbeitet, der dem Schlag von oben beziehungsweise von unten oder der Seite dient. Die Rückseite ist ein stabiler Steg, der zum Festhalten des Hora dient. Auf den Seitenflächen sind oft kreis- und linienförmige Verzierungen angebracht.
- Hinweis: Schlagringe und ähnliche Geräte sind in Deutschland verbotene Gegenstände